# Eduard Joseph Hubert Borret

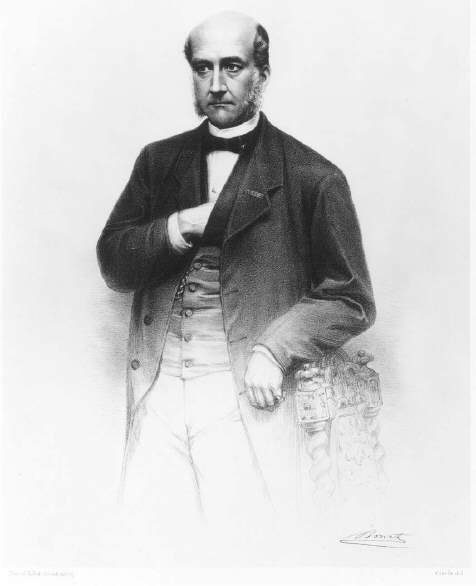
Eduardus Josephus Hubertus Borret (um 1860)

Eduard Joseph Hubert Borret (Geburtsname: Eduardus Josephus Hubertus Borret; * 17. August 1816 in ’s-Hertogenbosch, Provinz Noord-Brabant; † 10. November 1867 in Den Haag) war ein niederländischer Politiker, der unter anderem Mitglied der Zweiten Kammer der Generalstaaten (Tweede Kamer der Staten-Generaal), Mitglied des Staatsrates (Raad van State) sowie zwischen 1866 und seinem Tode 1867 Justizminister im Kabinett van Zuylen van Nijevelt war.

## Leben
Eduardus Josephus Hubertus Borret war der Sohn von Antonius Josephus Lambertus Borret, der unter anderem zwischen 1842 und 1850 erst Gouverneur sowie danach von 1850 bis 1856 Kommissar des Königs in der Provinz Noord-Brabant war. Sein ältester Bruder war Pfarrer in Vogelenzang und Dekan von Noordwijk. Er selbst war nach einem Studium der Rechtswissenschaften zwischen dem 1. Januar 1847 und dem 1. Juli 1853 Generalanwalt am Provinzgericht (Advocaat-generaal Provinciaal Gerechtshof) in Maastricht. Am 13. Februar 1849 wurde er für den Wahlkreis Maastricht Mitglied der Zweiten Kammer der Generalstaaten (Tweede Kamer der Staten-Generaal), des Unterhauses des Parlaments der Niederlande (Generalstaaten), der er mit einer kurzen Unterbrechung (20. August bis 7. Oktober 1850) als Vertreter der konservativen Katholiken bis zum 20. September 1852 angehörte. 1852 wurde er wider Erwarten nicht wiedergewählt und erlitt eine Wahlniederlage gegen Pieter Frederik Edmond van Wintershoven. 1853 kandidierte er im Wahlkreis Tilburg für eine Wiederwahl in die Zweite Kammer, verlor aber nach einem zweiten Wahlgang gegen die liberalen Bewerber Franciscus Johannes Jespers und Carolus Cornelius Aloysius Beens.
Durch Königlichen Erlass vom 13. Juni 1853 wurde Borret zum Mitglied des Staatsrates (Raad van State) ernannt und gehörte diesem Verfassungsorgan zur Beratung der Regierung vom 1. Juli 1853 bis 1. Juni 1866 an. Im Staatsrat war er Mitglied der Abteilung Justiz sowie der Abteilung für Verwaltungsstreitigkeiten. Während dieser Zeit war von November 1855 bis August 1859 Mitglied der Staatskommission zur Untersuchung der Angelegenheiten der Gesellschaft der Wohltätigkeit. Am 15. Mai 1856 wurde er für seine Verdienste zum Ritter des Ordens vom Niederländischen Löwen ernannt. Im Juni 1856 lehnte er die Übernahme des Amtes des Ministers für Angelegenheiten der Katholischen Kirche	im Kabinett Van der Brugghen ab. 1860 kandidierte er im Wahlkreis Tilburg erneut für ein Mandat in der Zweiten Kammer und unterlag wiederum dem Liberalen Carolus Cornelius Aloysius Beens. Er galt als Vertreter des Ultramontanismus 1866 als „Chef“ der konservativ-katholischen Partei und lehnte im Februar 1866 zunächst die Berufung zum Justizminister im Kabinett Fransen van de Putte ab. Er wurde am 5. März 1866 zum Kommandeur des Gregoriusordens.
Am 1. Juni 1866 übernahm Borret im Kabinett van Zuylen van Nijevelt das Amt als Justizminister (Minister van Justitie) und hatte dieses bis zu seinem Tode am 10. November 1867 inne, woraufhin Innenminister Jan Heemskerk dieses Amt kommissarisch übernahm. Während seiner Amtszeit wurden keine wichtigen Gesetze verabschiedet und außerhalb seines Budgets musste er keine Gesetzentwürfe in der Ersten Kammer der Generalstaaten (Eerste Kamer der Staten-Generaal), des Oberhauses des Parlaments, verteidigen. Im November 1866 bildete er zusammen mit Innenminister Heemskerk das Komitee, das im Namen des Königs die außerordentliche Sitzung der Generalstaaten eröffnete und hielt dabei die Eröffnungsrede. Für seine Verdienste wurde er am 18. November 1866 auch Kommander des Ordens vom Niederländischen Löwen. Bereits in den letzten Oktoberwochen 1867 war er durch eine schwere Krankheit behindert. Nach seinem Tode erhielt er ein Staatsbegräbnis. Die Beerdigung in Den Haag wurde von viel militärischem Zeremoniell begleitet und fand in Anwesenheit von Vertretern der königlichen Familie, der Regierung, des Parlaments und vieler anderer Würdenträger statt. Die Beerdigung wurde vom Apostolischen Internuntius in den Niederlanden geleitet.